# Internazionali di Tennis di Baviera 2021 - Qualificazioni singolare
Le qualificazioni del singolare degli Internazionali di Tennis di Baviera 2021 sono un torneo di tennis preliminare per accedere alla fase finale della manifestazione. I vincitori dell'ultimo turno sono entrati di diritto nel tabellone principale. In caso di ritiro di uno o più giocatori aventi diritto a questi sono subentrati i lucky loser, ossia i giocatori che hanno perso nell'ultimo turno ma che avevano una classifica più alta rispetto agli altri partecipanti che avevano comunque perso nel turno finale.

## Teste di serie
1. Ričardas Berankis (ultimo turno)
2. Norbert Gombos (ultimo turno)
3. Andrej Martin (ultimo turno)
4. Yūichi Sugita (primo turno)

1. Dennis Novak (ultimo turno)
2. Il'ja Ivaška (qualificato)
3. Daniel Elahi Galán (qualificato)
4. Mackenzie McDonald (qualificato)

## Qualificati
1. Il'ja Ivaška
2. Daniel Elahi Galán

1. Mackenzie McDonald
2. Cedrik-Marcel Stebe

## Tabellone

### Legenda
| - Q = Qualificato - WC = Wild card - LL = Lucky loser | - ALT = Alternate - SE = Special Exempt - PR = Protected Ranking | - w/o = Walkover - r = Ritirato - d = Squalificato |

### Sezione 1
|  | Primo turno | Primo turno       | Primo turno     | Primo turno | Primo turno |  |  | Ultimo turno | Ultimo turno      | Ultimo turno | Ultimo turno | Ultimo turno |  |
|  |             |                   |                 |             |             |  |  |              |                   |              |              |              |  |
|  | 1           | Ričardas Berankis | 1               | 6           | 6           |  |  |              |                   |              |              |              |  |
|  | WC          | Max Hans Rehberg  | 6               | 3           | 4           |  |  | 1            | Ričardas Berankis | 2            | 6            | 0            |  |
|  |             | Kamil Majchrzak   | Kamil Majchrzak | 4           | 65          |  |  | 6            | Il'ja Ivaška      | 6            | 3            | 6            |  |
|  | 6           | Il'ja Ivaška      | Il'ja Ivaška    | 6           | 7           |  |  |              |                   |              |              |              |  |

### Sezione 2
|  | Primo turno | Primo turno        | Primo turno        | Primo turno | Primo turno |  |  | Ultimo turno | Ultimo turno       | Ultimo turno       | Ultimo turno | Ultimo turno |  |
|  |             |                    |                    |             |             |  |  |              |                    |                    |              |              |  |
|  | 2           | Norbert Gombos     | 6                  | 62          | 6           |  |  |              |                    |                    |              |              |  |
|  |             | Sumit Nagal        | 4                  | 7           | 1           |  |  | 2            | Norbert Gombos     | Norbert Gombos     | 3            | 4            |  |
|  | WC          | Miša Zverev        | Miša Zverev        | 3           | 3           |  |  | 7            | Daniel Elahi Galán | Daniel Elahi Galán | 6            | 6            |  |
|  | 7           | Daniel Elahi Galán | Daniel Elahi Galán | 6           | 6           |  |  |              |                    |                    |              |              |  |

### Sezione 3
|  | Primo turno | Primo turno        | Primo turno        | Primo turno | Primo turno |  |  | Ultimo turno | Ultimo turno       | Ultimo turno       | Ultimo turno | Ultimo turno |  |
|  |             |                    |                    |             |             |  |  |              |                    |                    |              |              |  |
|  | 3           | Andrej Martin      | Andrej Martin      | 6           | 6           |  |  |              |                    |                    |              |              |  |
|  |             | Jurij Rodionov     | Jurij Rodionov     | 1           | 1           |  |  | 3            | Andrej Martin      | Andrej Martin      | 3            | 2            |  |
|  |             | Peter Gojowczyk    | Peter Gojowczyk    | 1           | 2           |  |  | 8            | Mackenzie McDonald | Mackenzie McDonald | 6            | 6            |  |
|  | 8           | Mackenzie McDonald | Mackenzie McDonald | 6           | 6           |  |  |              |                    |                    |              |              |  |

### Sezione 4
|  | Primo turno | Primo turno          | Primo turno         | Primo turno | Primo turno |  |  | Ultimo turno | Ultimo turno        | Ultimo turno        | Ultimo turno | Ultimo turno |  |
|  |             |                      |                     |             |             |  |  |              |                     |                     |              |              |  |
|  | 4           | Yūichi Sugita        | Yūichi Sugita       | 4           | 3           |  |  |              |                     |                     |              |              |  |
|  |             | Cedrik-Marcel Stebe  | Cedrik-Marcel Stebe | 6           | 6           |  |  |              | Cedrik-Marcel Stebe | Cedrik-Marcel Stebe | 6            | 7            |  |
|  |             | Prajnesh Gunneswaran | 4                   | 6           | 5           |  |  | 5            | Dennis Novak        | Dennis Novak        | 4            | 5            |  |
|  | 5           | Dennis Novak         | 6                   | 3           | 7           |  |  |              |                     |                     |              |              |  |